# Kelī Malek
Kelī Malek (persiska: کلی ملک) är en ort i Iran.   Den ligger i provinsen Khuzestan, i den centrala delen av landet, 500 km söder om huvudstaden Teheran. Kelī Malek ligger 1 284 meter över havet och antalet invånare är 617.
Terrängen runt Kelī Malek är kuperad åt nordost, men åt sydväst är den bergig.Runt Kelī Malek är det ganska tätbefolkat, med 56 invånare per kvadratkilometer. Närmaste större samhälle är Dehdez, 4,2 km öster om Kelī Malek. Omgivningarna runt Kelī Malek är i huvudsak ett öppet busklandskap.